# Плетнёва, Анна Юрьевна
А́нна Ю́рьевна Плетнёва (род. 21 августа 1977, Москва) — российская певица. Бывшая солистка поп-группы «Лицей» (1997—2005) и коллектива «Кофе с дождём» (2005), солистка группы «Винтаж» (2006—2016; с 2018).

## Биография
Родилась в Москве 21 августа 1977 г. Имеет армянские и русские корни по материнской линии, польские и еврейские — по отцовской. Предки по прямой отцовской линии носили фамилию Рубинштейн. Отец, будучи сотрудником министерства финансов, сменил фамилию на Плетнёв.
В 1995 году окончила московскую школу № 1113 с углублённым изучением музыки и хореографии. Во время учёбы в школе летом 1996 года певица танцевала в детском балете «Останкино». Первое высшее образование было получено в Академии Художеств Ильи Глазунова на факультете скульптуры. Музыкальное образование Анна получила в «ГКА им. Маймонида» по специальности эстрадно-джазовое пение (класс доцента М. Л. Коробковой), позже Анна стала преподавателем «Государственной классической академии имени Маймонида».
Некоторое время пела в панк-рок-группе «Детский панадол».
В 1997 году пришла в группу «Лицей» на место Елены Перовой. Была бессменной участницей коллектива на протяжении 8 лет, написала ряд песен, включая «Листья» и «Больше, чем любить». В 2005 году покинула группу, решив начать сольную карьеру.
После ухода из группы «Лицей» в 2005 г. создала музыкальный проект «Кофе с дождём», в котором выступала в качестве певицы и продюсера. На дебютную композицию «Девять с половиной недель», музыку к которой написали Алексей Романоф и Юрий Усачёв, а слова — Алексей Романоф и Екатерина Ракова, был снят клип. Через год проект был закрыт.
В 2006 году вместе с бывшим участником группы «Амега» Алексеем Романоф создала музыкальный коллектив под названием «Винтаж».
В 2009 году вошла в пятёрку самых сексуальных девушек страны по версии журнала «MAXIM».
В декабре 2011 года журнал «Афиша» включил композицию «Ева» в список самых ярких и запомнившихся русских поп-хитов за последние 20 лет. Анна неоднократно входила в число «100 самых сексуальных девушек планеты» по версии российского издания журнала «FHM», где занимала 2 (2012, 2014) и 3 места (2015).

### 2016—2017: Уход из группы «Винтаж», сольный проект
21 августа 2016 года певица представила свой первый сольный сингл «Сильная девочка», заявив тем самым о формальном уходе из группы (вместе с Алексеем Романоф)
20 ноября прошли съёмки клипа на второй сольный сингл Анны Плетнёвой «Подруга», записанный при участии актрисы Марины Федункив, а 21 ноября композиция была представлена общественности. Эта песня стала саундтреком к новому комедийному мини-сериалу с одноимённым названием — «Подруга». По сюжету Анна и Марина играют самих себя, они обе остаются без работы и случайно встречаются в придорожном кафе, где заводят дружбу, а после получают предложение о работе. 25 января 2017 года был опубликован клип на песню.
26 мая состоялась премьера нового сингла «На чьей ты стороне?», автором которого выступил Антон Кох. 7 июня на эту композицию вышел клип, снятый Сергеем Ткаченко.
21 августа вышел четвёртый сольный сингл «Игрушки», а также провокационный, не прошедший цензуру и запрещённый к показу на телевидении, видеоклип на него.
4 декабря состоялся релиз видеоклипа на композицию «Лалалэнд».

### С 2018: Возвращение в группу «Винтаж»

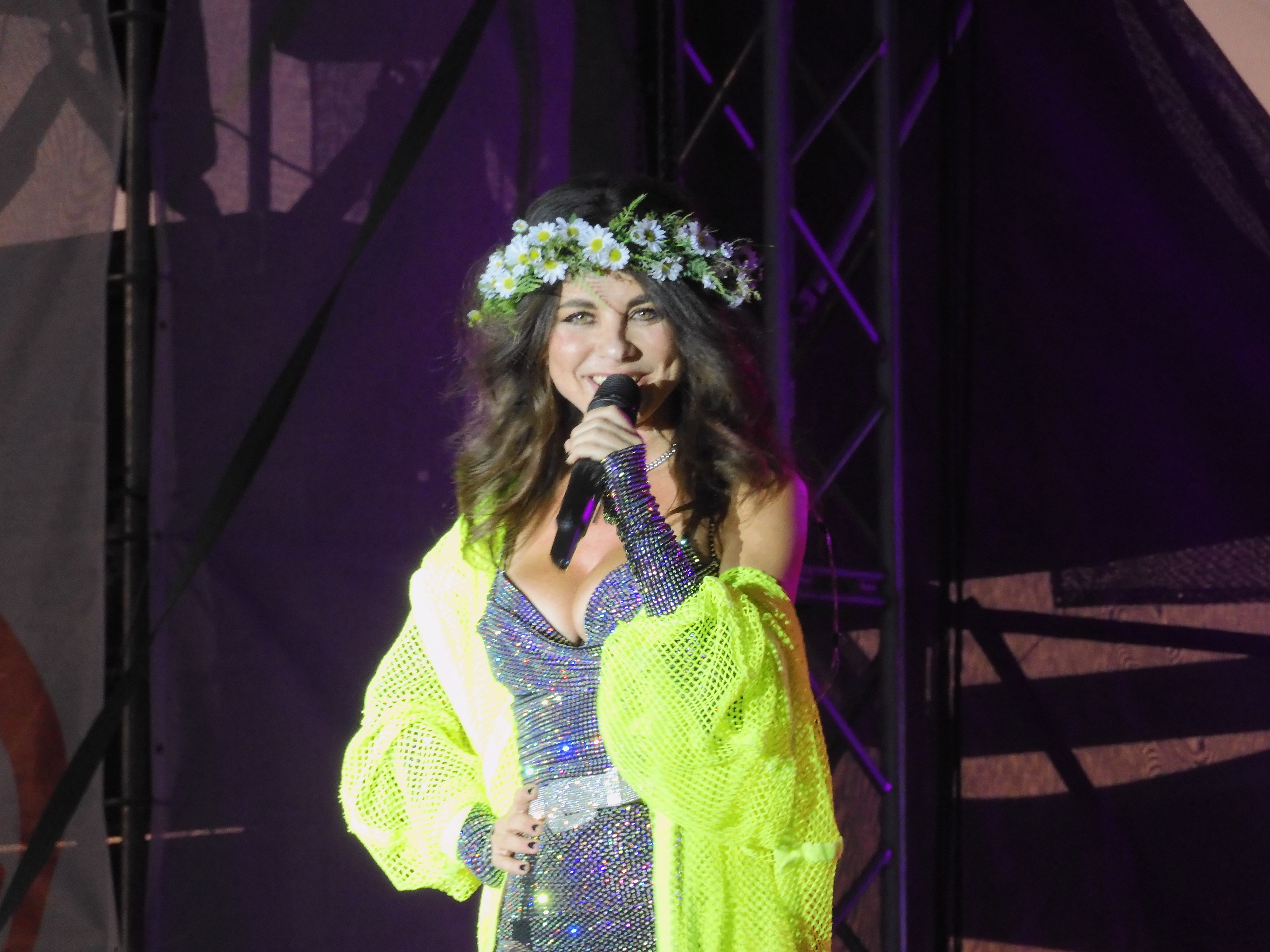
6 августа 2023 года. Йошкар-Ола, день города

1 февраля 2018 года состоялась премьера шестого сингла «Белая», автором которого стал Алексей Романоф. Песня заняла вторую строчку в хит-параде iTunes Russia. С этого момента Плетнёва стала выходить на сцену как Анна Плетнёва «Винтаж».
Позже стало известно, что после годичного перерыва Плетнёва и Романоф возобновили сотрудничество. 14 февраля был выпущен клип на песню «Белая».
1 июня состоялась премьера сингла «Воскресный ангел», написанного Алексеем Романоф. 21 августа был представлен видеоклип, режиссёром которого выступил Сергей Ткаченко. Одну из главных ролей в видео исполнила старшая дочь певицы Варвара.
19 июля Анна Плетнёва вернулась в группу «Винтаж». 21 августа Плетнёва представила дебютный сольный альбом «Сильная девочка». 5 октября вышел сингл «Огромное сердце» (ранее записанный и спетый Алексеем) и lyric-видеоклип к нему.
12 февраля 2019 года Плетнёва представила новую песню «В мире животных», 14 февраля состоялся цифровой релиз. 23 февраля на канале «Анна Плетнёва» вышло видео, где были представлены животные и их хозяева. 7 июня состоялся релиз сингла «Интуиция», а 12 июня вышла обновлённая версия трека с ChinKong. 6 августа был представлен клип на песню «Интуиция», режиссёром которого стал Сергей Ткаченко.
11 октября состоялась премьера сингла «Преступление и наказание», а 13 ноября вышел видеоклип, режиссёром которого выступил Денис Шкедов.
16 октября представила отрывок новой песни и трек-лист сольного альбома. В него вошли 14 треков, включая ранее выпущенные песни «Огромное сердце», «В мире животных» и «Интуиция» (2 версии). 28 ноября вышел второй сингл «Буду» и видеоклип на него с предстоящего альбома.
19 ноября открылся предзаказ второго сольного альбома Анны Cinematic и стал доступен для прослушивания трек «Мантра». Официальный релиз альбома Cinematic состоялся 6 декабря 2019 года. 31 декабря состоялся релиз новогоднего трека «Кометы».
13 января 2020 года состоялся релиз трека «Девочкамания». 3 апреля дуэт диджеев «Slider & Magnit» представили сингл «Аэропорты», в котором приняла участие Анна Плетнёва. 14 апреля вышел шестой студийный альбом группы «Винтаж» — «Навсегда».
Весной того же 2020 года Анна участвовала в первом сезоне проекта «Маска» в образе Попугая, в котором дошла до финала и заняла четвёртое место. Также Плетнёва, вместе с другими участниками, приняла участие в новогоднем выпуске шоу, вышедшем 31 декабря.
2 мая состоялась премьера сингла и видеоклипа «Песенка Панды и Попугая (Мир обнять)», записанного при участии Влада Топалова. Данная песня была посвящена героям шоу «Маска», в котором Плетнёва (Попугай) и Топалов (Панда) заняли соответственно 4-е и 5-е место.
15 июня состоялась премьера видеоклипа группы «Винтаж» «Из Токио», снятого Данилом Величко.
21 января 2021 года состоялась премьера песни группы «Винтаж» «С замиранием сердца». 9 февраля состоялась премьера видеоклипа на данную композицию. Песня вошла в EP «Быстрые движения», выход которого состоялся 14 апреля.
11 июня группа «Винтаж» выпустила трек «Наревусь», слова и музыку к которому написала Анна Плетнёва. В тот же день состоялась премьера совместной с Дмитрием Маликовым композиции «Мир без твоей любви».
В декабре Плетнёва приняла участие в трибьюте группы «Слот» по случаю 20-летия коллектива, исполнив кавер-версию композиции «Москва». 15 декабря состоялась премьера клипа на песню.
22 апреля 2022 года Анна Плетнёва и Вячеслав Макаров выпустили композицию «Королева мейнстрима», слова и музыку к которой написала сама певица.

## Семья и личная жизнь
Второй муж — бизнесмен Кирилл Сыров — совладелец фармацевтической компании «Валента».
Дочери Варвара (род. 22 января 2003) от первого брака и Мария (род. 5 января 2006). Сын Кирилл (род. 2009).

## Дискография

### Студийные альбомы
| №                   | Название                                         | Длительность |
| ------------------- | ------------------------------------------------ | ------------ |
| 1.                  | «Растамания»                                     | 3:52         |
| 2.                  | «На чьей ты стороне?»                            | 3:30         |
| 3.                  | «Балерина»                                       | 4:12         |
| 4.                  | «Дыши»                                           | 3:14         |
| 5.                  | «Кукла»                                          | 3:57         |
| 6.                  | «Папа»                                           | 3:49         |
| 7.                  | «Немного рекламы» (Анна Плетнёва & Clan Soprano) | 4:11         |
| 8.                  | «Сильная девочка»                                | 5:47         |
| 9.                  | «Я верю в любовь»                                | 3:42         |
| 10.                 | «Белая»                                          | 3:19         |
| 11.                 | «Воскресный ангел»                               | 3:34         |
| 12.                 | «Я и ты»                                         | 3:27         |
| 13.                 | «Осколки»                                        | 5:28         |
| 14.                 | «Пусть играет музыка»                            | 3:48         |
| Общая длительность: | Общая длительность:                              | 53:20        |

| №                   | Название                    | Длительность |
| ------------------- | --------------------------- | ------------ |
| 1.                  | «Intro»                     | 1:00         |
| 2.                  | «Буду»                      | 2:56         |
| 3.                  | «Королева мейнстрима»       | 3:30         |
| 4.                  | «Мантра»                    | 3:56         |
| 5.                  | «В мире животных»           | 3:38         |
| 6.                  | «Магия»                     | 3:54         |
| 7.                  | «Король ночи»               | 3:28         |
| 8.                  | «#YVP (Я все прощаю)»       | 3:09         |
| 9.                  | «Интуиция»                  | 3:13         |
| 10.                 | «Огромное сердце»           | 4:13         |
| 11.                 | «Алиса бум»                 | 3:13         |
| 12.                 | «Авария»                    | 3:44         |
| 13.                 | «Cinema»                    | 3:28         |
| 14.                 | «Интуиция» (feat. ChinKong) | 3:14         |
| Общая длительность: | Общая длительность:         | 43:96        |

### Синглы
| Год  | Название                                                          | Чарты                               | Чарты                              | Чарты                              | Чарты                               | Чарты                             | Чарты                           | Чарты                               | Альбом                    |
| Год  | Название                                                          | Россия и СНГ (TopHit Общий Топ-100) | Россия (TopHit Московский Топ-100) | Россия (TopHit Российский Топ-100) | Украина (TopHit Украинский Топ-100) | Украина (TopHit Киевский Топ-100) | Радиочарт по заявкам TopHit 100 | Россия и СНГ (TopHit Общий годовой) | Альбом                    |
| ---- | ----------------------------------------------------------------- | ----------------------------------- | ---------------------------------- | ---------------------------------- | ----------------------------------- | --------------------------------- | ------------------------------- | ----------------------------------- | ------------------------- |
| 2016 | «Сильная девочка»                                                 | 9                                   | 7                                  | 20                                 | 12                                  | 29                                | 14                              | —                                   | Сильная девочка           |
| 2017 | «Подруга» (совм. с Мариной Федункив)                              | 156                                 | —                                  | —                                  | —                                   | 1043                              | 24                              | —                                   | без альбома               |
| 2017 | «На чьей ты стороне?»                                             | 36                                  | 61                                 | —                                  | 484                                 | 788                               | 20                              | —                                   | Сильная девочка           |
| 2017 | «Игрушки»                                                         | —                                   | —                                  | —                                  | —                                   | —                                 | —                               | —                                   | без альбома               |
| 2017 | «Лалалэнд»                                                        | 152                                 | —                                  | —                                  | —                                   | —                                 | —                               | —                                   | без альбома               |
| 2018 | «Белая»                                                           | 17                                  | 25                                 | 8                                  | —                                   | —                                 | —                               | —                                   | Сильная девочка           |
| 2018 | «Воскресный ангел»                                                | 57                                  | —                                  | —                                  | —                                   | —                                 | —                               | —                                   | Сильная девочка           |
| 2018 | «Огромное сердце»                                                 | —                                   | —                                  | —                                  | —                                   | —                                 | —                               | —                                   | Cinematic                 |
| 2019 | «В мире животных»                                                 | 650                                 | —                                  | —                                  | —                                   | —                                 | —                               | —                                   | Cinematic                 |
| 2019 | «Интуиция»                                                        | 63                                  | 99                                 | 62                                 | —                                   | —                                 | —                               | —                                   | Cinematic                 |
| 2019 | «Буду»                                                            | —                                   | —                                  | —                                  | —                                   | —                                 | —                               | —                                   | Cinematic                 |
| 2019 | «Кометы»                                                          | —                                   | —                                  | —                                  | —                                   | —                                 | —                               | —                                   | без альбома               |
| 2020 | «Девочкамания»                                                    | —                                   | —                                  | —                                  | —                                   | —                                 | —                               | —                                   | без альбома               |
| 2020 | «Песенка Панды и Попугая (Мир обнять)» (совм. с Владом Топаловым) | —                                   | —                                  | —                                  | —                                   | —                                 | —                               | —                                   | без альбома               |
| 2021 | «Мир без твоей любви» (совм. с Дмитрием Маликовым)                | —                                   | —                                  | —                                  | —                                   | —                                 | —                               | —                                   | без альбома               |
| 2023 | «Истерика»                                                        | —                                   | —                                  | —                                  | —                                   | —                                 | —                               | —                                   | Телешоу «КОНФЕТКА» на ТНТ |

### Синглы при участии Анны Плетнёвой «Винтаж»
| Год  | Название                                                   | Чарты                               | Чарты                              | Чарты                              | Чарты                               | Чарты                             | Чарты                           | Чарты                               | Альбом        |
| Год  | Название                                                   | Россия и СНГ (TopHit Общий Топ-100) | Россия (TopHit Московский Топ-100) | Россия (TopHit Российский Топ-100) | Украина (TopHit Украинский Топ-100) | Украина (TopHit Киевский Топ-100) | Радиочарт по заявкам TopHit 100 | Россия и СНГ (TopHit Общий годовой) | Альбом        |
| ---- | ---------------------------------------------------------- | ----------------------------------- | ---------------------------------- | ---------------------------------- | ----------------------------------- | --------------------------------- | ------------------------------- | ----------------------------------- | ------------- |
| 2020 | «Аэропорты» (Slider & Magnit feat. Анна Плетнёва «Винтаж») | —                                   | —                                  | —                                  | —                                   | —                                 | —                               | —                                   | без альбома   |
| 2023 | «Москва» — Live Слот feat. Анна Плетнёва                   |                                     |                                    |                                    |                                     |                                   |                                 |                                     | XX лет (Live) |

### Сольные песни в группе «Лицей»
- «Больше, чем любить»
- «Листья»
- «Плачь, небо»
- «Люби и не теряй»

## Видеоклипы
| Год                              | Клип                                                        | Режиссёр                         | Альбом                                   |
| В составе группы «Лицей»         | В составе группы «Лицей»                                    | В составе группы «Лицей»         | В составе группы «Лицей»                 |
| -------------------------------- | ----------------------------------------------------------- | -------------------------------- | ---------------------------------------- |
| 1997                             | «Расставание»                                               | неизвестно                       | Паровозик-облачко                        |
| 1999                             | «Небо»                                                      | неизвестно                       | Небо                                     |
| 1999                             | «Рыжий пёс»                                                 | неизвестно                       | Небо                                     |
| 2000                             | «Ты стала другой»                                           | неизвестно                       | Ты стала другой                          |
| 2001                             | «Планета пять»                                              | Алексей Дубровин                 | Ты стала другой                          |
| 2001                             | «Лей, дождь»                                                | Алексей Дубровин                 | Ты стала другой                          |
| 2001                             | «Улетаешь в небо»                                           | Алексей Дубровин                 | 44 минуты                                |
| 2002                             | «Ты станешь взрослой»                                       | Максим Рожков, Дмитрий Димов     | 44 минуты                                |
| 2004                             | «Двери открой»                                              | Владимир Янковский               | 44 минуты                                |
| В составе группы «Кофе с дождём» |                                                             |                                  |                                          |
| 2005                             | «9 ½ недель»                                                | неизвестно                       | без альбома                              |
| В составе группы «Винтаж»        |                                                             |                                  |                                          |
| 2006                             | «Мама Міа»                                                  | Евгений Курицын                  | Криминальная любовь                      |
| 2007                             | «Целься»                                                    | Владимир Янковский               | Криминальная любовь                      |
| 2007                             | «Всего хорошего»                                            | Гоша Таидзе                      | Криминальная любовь                      |
| 2008                             | «Плохая девочка» (feat. Елена Корикова)                     | Влад Опельянц                    | SEX                                      |
| 2008                             | «Одиночество любви»                                         | Стас Гринев                      | SEX                                      |
| 2009                             | «Ева»                                                       | Влад Опельянц                    | SEX                                      |
| 2009                             | «Девочки-лунатики»                                          | Алексей Дубровин                 | SEX                                      |
| 2009                             | «Victoria»                                                  | Анна Плетнёва                    | SEX                                      |
| 2010                             | «Микки» / «Mikki»                                           | Алан Бадоев                      | Анечка                                   |
| 2010                             | «Роман»                                                     | Владилен Разгулин                | Анечка                                   |
| 2011                             | «Мама-Америка»                                              | Сергей Ткаченко                  | Анечка                                   |
| 2011                             | «Мальчик»                                                   | Анна Плетнёва                    | SEX                                      |
| 2011                             | «Деревья»                                                   | Сергей Ткаченко                  | Анечка                                   |
| 2012                             | «Москва» (feat. DJ Smash)                                   | Марат Адельшин                   | Very Dance                               |
| 2012                             | «Нанана» (feat. Bobina)                                     | Сергей Ткаченко                  | Very Dance                               |
| 2012                             | «Танцуй в последний раз» (feat. Roma Kenga)                 | Сергей Ткаченко                  | Very Dance                               |
| 2012                             | «Свежая вода» (feat. ChinKong)                              | Сергей Ткаченко                  | Very Dance                               |
| 2013                             | «Play» (feat. Kirill Clash)                                 | Михаил Романовский               | Very Dance                               |
| 2013                             | «Знак Водолея»                                              | Сергей Ткаченко                  | Decamerone                               |
| 2013                             | «Три желания» (feat. DJ Smash)                              | Сергей Ткаченко                  | Decamerone                               |
| 2014                             | «Когда рядом ты»                                            | Сергей Ткаченко                  | Decamerone                               |
| 2014                             | «Кризис»                                                    | Алексей Ракитин                  | Decamerone                               |
| 2015                             | «Дыши»                                                      | Сергей Ткаченко                  | Сильная девочка                          |
| 2015                             | «Я верю в любовь»                                           | Данил Зотов                      | Сильная девочка                          |
| 2015                             | «Город, где сбываются мечты» (feat. DJ Smash)               | Вадим Ватагин                    | без альбома                              |
| 2016                             | «Сны»                                                       | Андрей Тельминов                 | без альбома                              |
| 2016                             | «Немного рекламы» (feat. Clan Soprano)                      | Константин Богомолов             | Сильная девочка                          |
| 2019                             | «Преступление и наказание»                                  | Денис Шкедов                     | Навсегда                                 |
| 2020                             | «Из Токио»                                                  | Даниил Величко                   | Навсегда                                 |
| 2020                             | «Новая жизнь»                                               | Serghey Grey                     | без альбома                              |
| 2020                             | «Асталависта»                                               | неизвестно                       | без альбома                              |
| 2020                             | «Белая 2.0» (feat. Никита Киоссе)                           | Serghey Grey                     | без альбома                              |
| 2021                             | «С замиранием сердца» (feat. Red Max)                       | Serghey Grey                     | Быстрые движения — ЕР (Винтаж & Red Max) |
| 2021                             | «Наревусь»                                                  | Дмитрий Изоськин                 | без альбома                              |
| 2021                             | «Быстрые движения» (feat. Red Max)                          | Сергей Ткаченко                  | Быстрые движения — EP (Винтаж & Red Max) |
| 2021                             | «Ответь»                                                    | Сергей Ткаченко                  | без альбома                              |
| 2021                             | «Москва»                                                    | Sergey Kondratev                 | без альбома                              |
| 2022                             | «Автоответчик»                                              | Григорий Шмаков                  | без альбома                              |
| 2022                             | «Лети за солнцем» (Filatov & Karas Mix)                     | Сергей Виноградов                | без альбома                              |
| 2022                             | «Вот и всё» (feat. Red Max)                                 | Андрей Николаев                  | без альбома                              |
| 2022                             | «Родные люди»                                               | Андрей Николаев                  | без альбома                              |
| 2023                             | «Вариации»                                                  | Рина Касюра                      | без альбома                              |
| 2023                             | «Плохая девочка» (feat. ТРАВМА, SKIDRI и DVRKLXGHT)         | Кирилл Николаев                  | без альбома                              |
| Сольная карьера                  |                                                             |                                  |                                          |
| 2016                             | «Сильная девочка»                                           | Сергей Ткаченко                  | Сильная девочка                          |
| 2017                             | «Подруга» (feat. Марина Федункив)                           | Сергей Ткаченко                  | без альбома                              |
| 2017                             | «На чьей ты стороне?»                                       | Сергей Ткаченко                  | Сильная девочка                          |
| 2017                             | «Игрушки»                                                   | Сергей Ткаченко                  | без альбома                              |
| 2017                             | «Лалалэнд»                                                  | Serghey Grey                     | без альбома                              |
| 2018                             | «Белая»                                                     | Сергей Ткаченко                  | Сильная девочка                          |
| 2018                             | «Воскресный ангел»                                          | Сергей Ткаченко                  | Сильная девочка                          |
| 2019                             | «Интуиция»                                                  | Сергей Ткаченко                  | Cinematic                                |
| 2019                             | «Буду»                                                      | Денис Шкедов                     | Cinematic                                |
| 2020                             | «Песенка Панды и Попугая (Мир обнять)» (feat. Влад Топалов) | Костя Кочубей                    | без альбома                              |
| 2023                             | «Radoro daro slavo» (feat. DJ Korean)                       | Павел Логинов                    | без альбома                              |
| 2023                             | «Магия»                                                     | Анна Плетнёва, Сергей Виноградов | Cinematic                                |
| Участие у других исполнителей    |                                                             |                                  |                                          |
| 2012                             | «Отпусти меня» (клип Достучаться до небес)                  | Сергей Ткаченко                  | без альбома                              |
| 2020                             | «Лав стори» (клип Марины Федункив)                          | Жанна Кадникова                  | без альбома                              |